# De Rolling 2: por el sueño mundialista
De Rolling 2: por el sueño mundialista es una película de comedia colombiana de 2014 dirigida y escrita por Harold Trompetero y protagonizada por el comediante Andrés López, que se encarga de realizar prácticamente todas las actuaciones en la cinta. Es la continuación de la historia desarrollada en la película de 2013 De Rolling por Colombia, protagonizada por López, Natalia Durán y Jimmy Vásquez. En esta oportunidad, tras la imposibilidad de Chucho de viajar al mundial de fútbol de Suiza 1954, decide transmitir el evento desde su propia emisora simulando su presencia en el país europeo, incluyendo la participación de la selección colombiana de fútbol en el certamen en reemplazo de la delegación argentina, fallecida en un presunto accidente.